# Japanische Währungsgeschichte

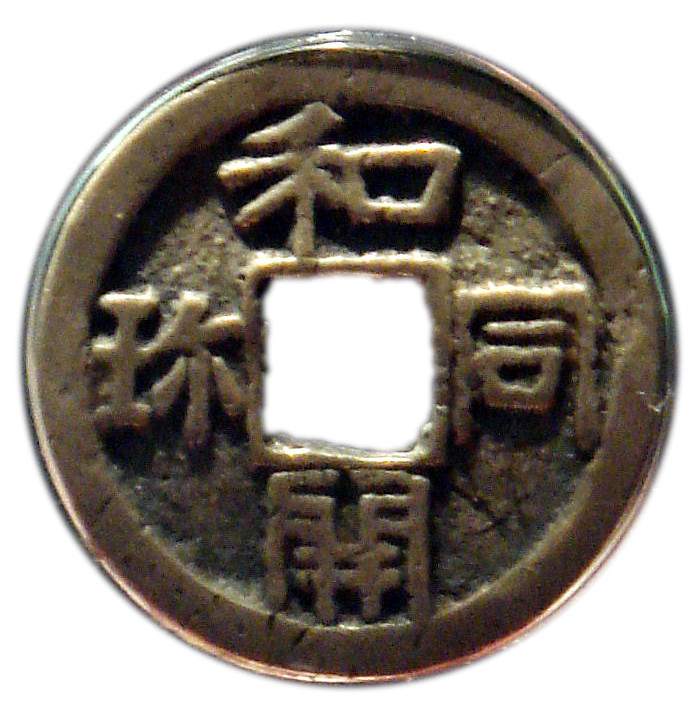
Wado-Münze, Silber

Die Japanische Währungsgeschichte begann im Jahr 708 mit der ersten Münzprägung, wobei sich Münzen jedoch erst während der Edo-Zeit (1603–1868) durchsetzten.

## Frühe Geschichte

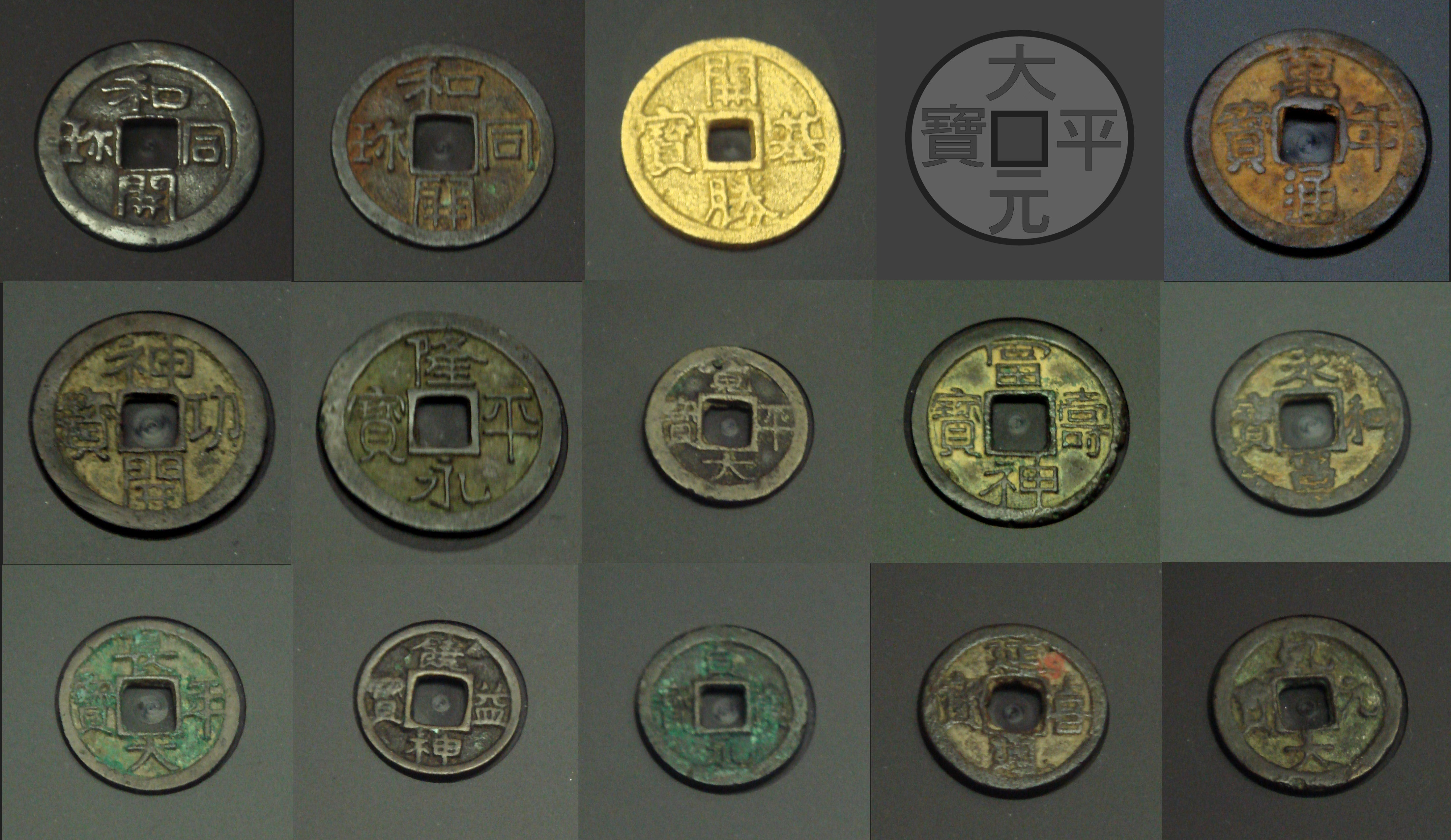
„Zwölf kaiserlichen Münzen“

Alte chinesische Münzen wurden ausgegraben in Fundstätten der Yayoi-Zeit (−300 bis 300 nach Chr.) und in der Kofun-Zeit (4. Jahrhundert bis 710). Münzen werden auch in den Annalen Nihonshoki aus dem Jahr 720 erwähnt. Jedoch dürften diese chinesischen Münzen kaum eine Rolle als Währung gespielt haben.
Die ersten japanischen Münzen wurden im Jahr 708 geprägt, sie werden nach der gültigen Regierungsdevise Wadō (708–715) Wadō Kaichin (和同開珎) genannt. Es waren Silber- und Kupfermünzen nach dem Muster chinesischer Münzen aus der Zeit der Tang-Dynastie. Zwischen 760 und 958 wurden mindestens 11 weitere Prägungen vorgenommen, die zusammen als die „Zwölf kaiserlichen Münzen“ (皇朝十二銭, Kōchō jūni sen) zusammengefasst werden. Diese Münzen waren wie ihre chinesischen Vorbilder rund und hatten ein quadratisches Loch in der Mitte. Sie wurden nur in Adelskreisen benutzt, im Volk war weiterhin Tauschhandel üblich. Im 10. Jahrhundert wurde das Münzamt (鋳銭司, Jusenshi) aufgelöst und der Gebrauch von japanischen Münzen verboten.
Während der nächsten fast vierhundert Jahre bis zum Ende der Muromachi-Zeit (1333–1568) ließ die Regierung keine Münzen prägen, sondern nutzte aus China, Korea, Annam und anderen Ländern importierte Münzen. Der steigende Umlauf von Münzen führte zu einer Steuererhebung, bei der die Steuerabgabe, Kandaka (貫高) auf Ackerland in kammon (貫文), eine Kupfermünzen-Einheit, erhoben wurde.

## Edo-Zeit

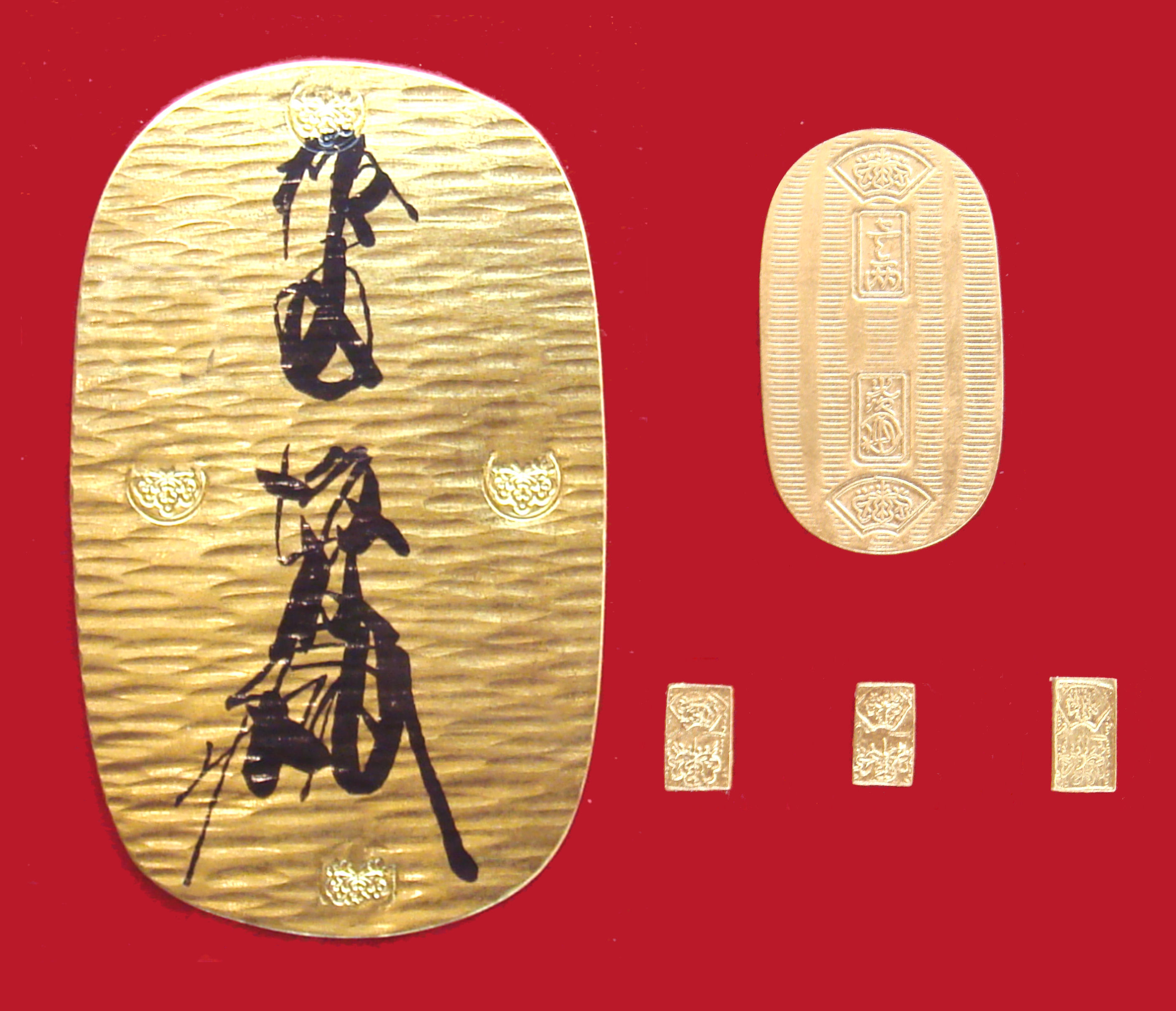
Keichō-Ōban, -Koban und Ichibu-kin

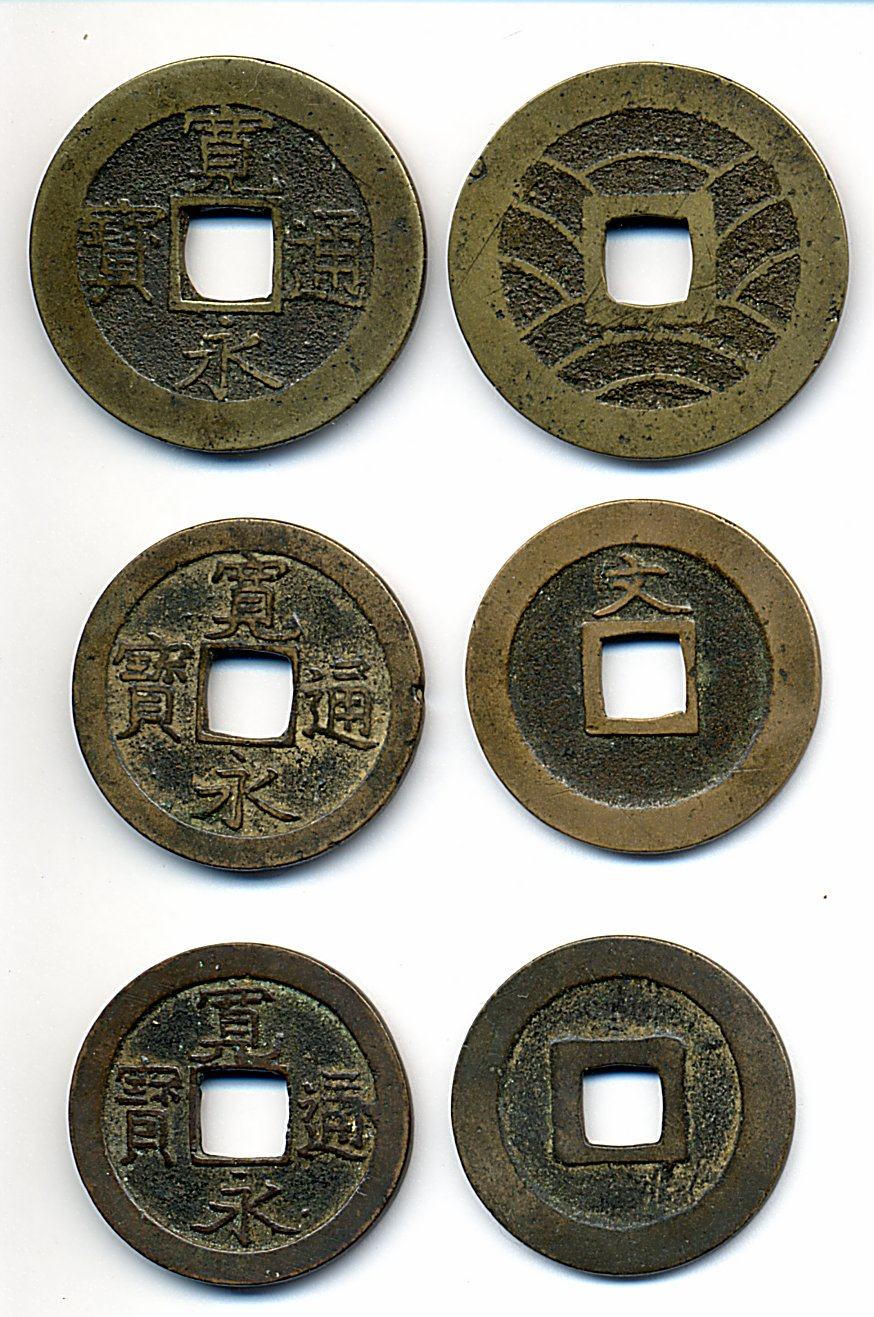
Kan’ei-Tsūhō-Kupfer- bzw. Bronzemünzen

Zu Beginn der Edo-Zeit wurde das Münzwesen neu geregelt. Das Shogunat richtete Münzstätten Kinza (金座), Ginza (銀座; vgl. auch den gleichnamigen Tokioter Stadtteil) und Zeniza (銭座) ein, die Gold-, Silber bzw. Kupfermünzen prägten. Typisch für das Münzwesen in der Edo-Zeit war, dass die Metalle drei Währungsebenen bildeten, die nicht im festen Verhältnis zueinander standen, sondern die nach Tageskursen in einander umgerechnet wurden.

### Goldmünzen
Die größte Goldmünze hieß Ōban (大判) und hatte einen Wert von 10 Ryō (両). Die nächstkleinere Münze hieß entsprechend Koban (小判). Sie hatte einen Wert von 1 Ryō, das wiederum aus dem chinesischen Tael entstand. Die weitere Unterteilung folgt nicht dem Dezimalsystem. Ein Ryō wurde unterteilt in 2 Nibun-kin (二分金), was 4 Ichibu-kin (一分金) entsprach, bzw. in 8 Nishu-kin (二朱金), was 16 Isshu-kin (一朱金) entsprach.
Das Gewicht der Goldmünzen fiel von 17,9 g im 17. Jahrhundert auf nur 3,3 g am Ende der Edo-Zeit. Gleichzeitig fiel der Goldgehalt von 86 % auf 56 %.

Entwicklung des Koban

### Silbermünzen
Die größte Silbermünze, Chōgin (丁銀) genannt, war ein massives, unregelmäßiges Stück, das durch Prägestempel vor Veränderungen geschützt war und dazu auch gewogen wurde. Die Wertangabe erfolgte in Momme (匁), kurz auch Monme oder Me (目) genannt. Ein Chōgin mit dem Wert von 60 Momme entsprach einem Ryō. – Das Chōgin konnte einerseits unterteilt werden in 4 Ichibu-gin (一分銀), was 12 Gomomme-gin (五匁銀) entsprach, bzw. in 8 Nishu-gin (二朱銀), was 16 Isshu-gin (一朱銀) entsprach.
Das Silbergehalt des Chōgin fiel von 80 % im 17. Jahrhundert auf 15 % am Ende der Edo-Zeit.

### Kupfermünzen
Es war nur eine Art von Kupfermünzen (銭, zeni) in Gebrauch. Sie war nach altem Vorbild rund und hatte ein viereckiges Loch zum Auffädeln. 1 Ryō entsprach 4000 bis 10.000 Mon (文) bzw. 10 Kan (貫).

### Sonstiges
Die japanische Post gab anlässlich der jährlichen Tagung der IMF/Banking Group 2012 in Japan einen Bogen heraus, auf denen die erwähnten Münzen der Edo-Zeit auf 8 verschiedenen 80-Yen-Marken wiedergegeben sind.

## Galerie

Japanische Währung verschiedener Ära
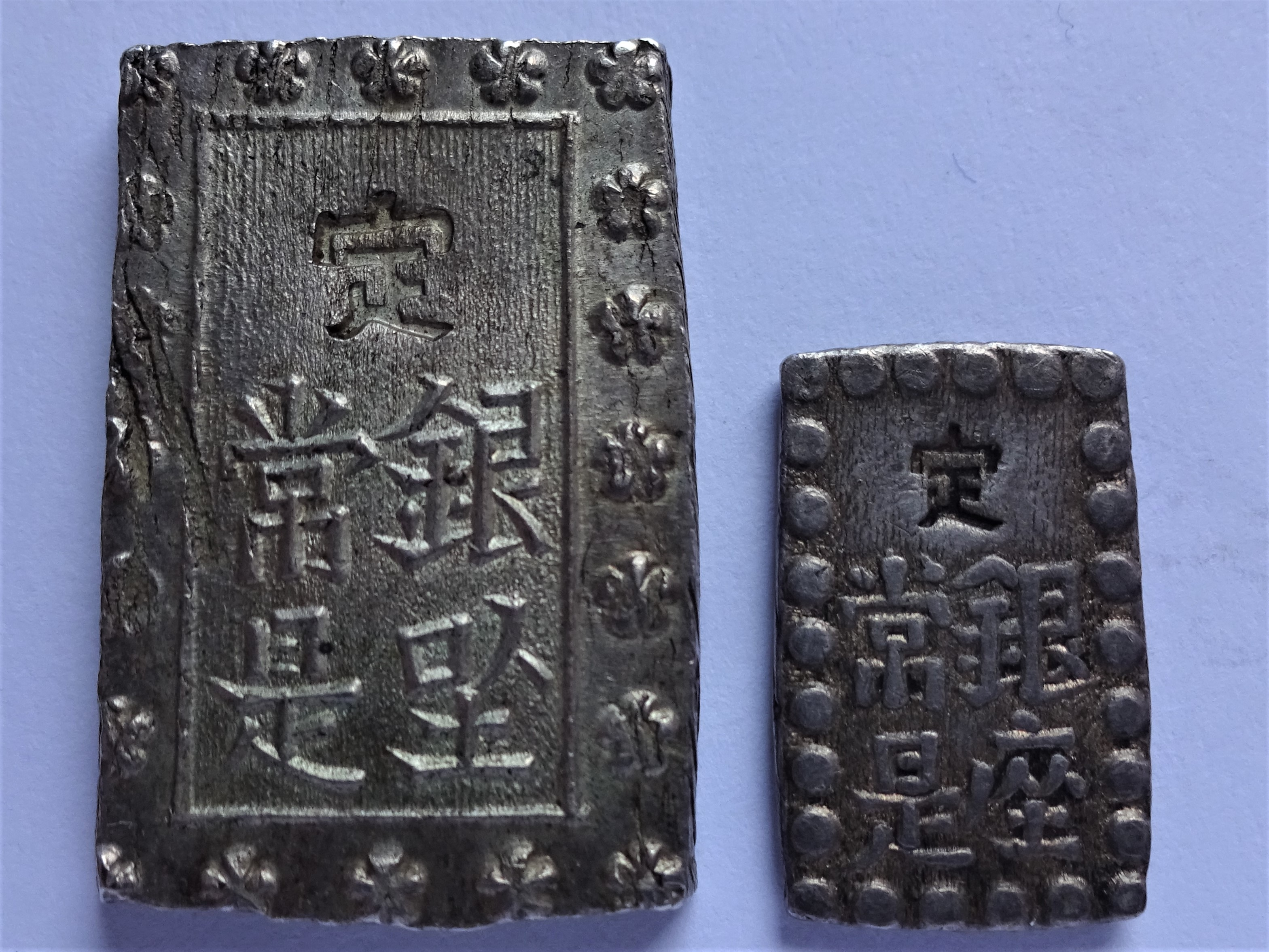
Bu und Shu im Größenvergleich
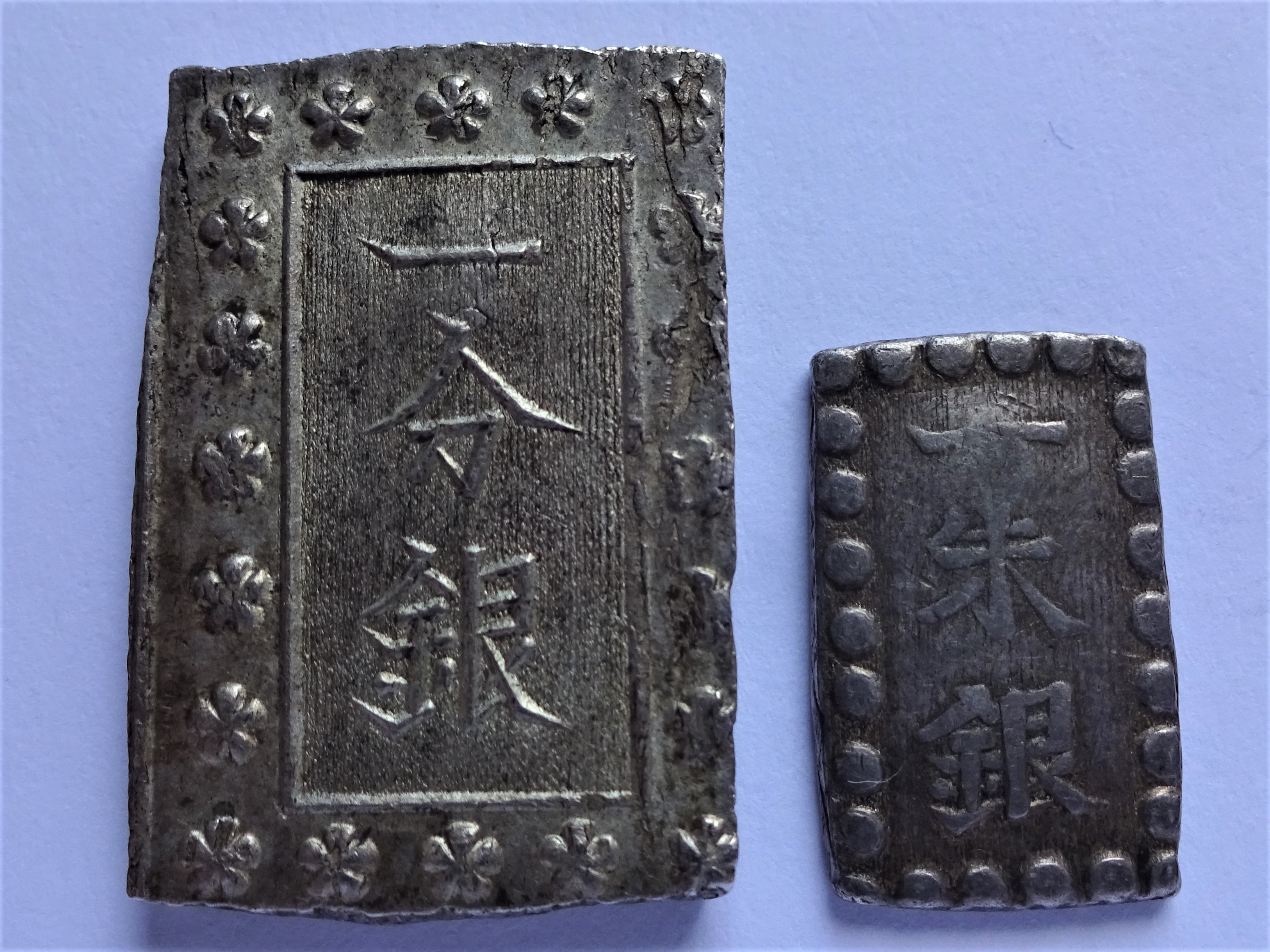
Bu und Shu, 1. Hälfte 19. Jahrhundert
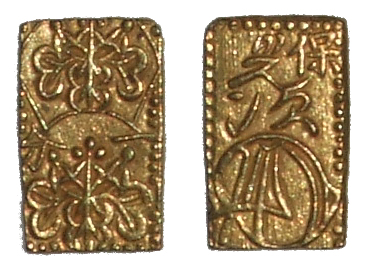
Tempo Ichibu-kin
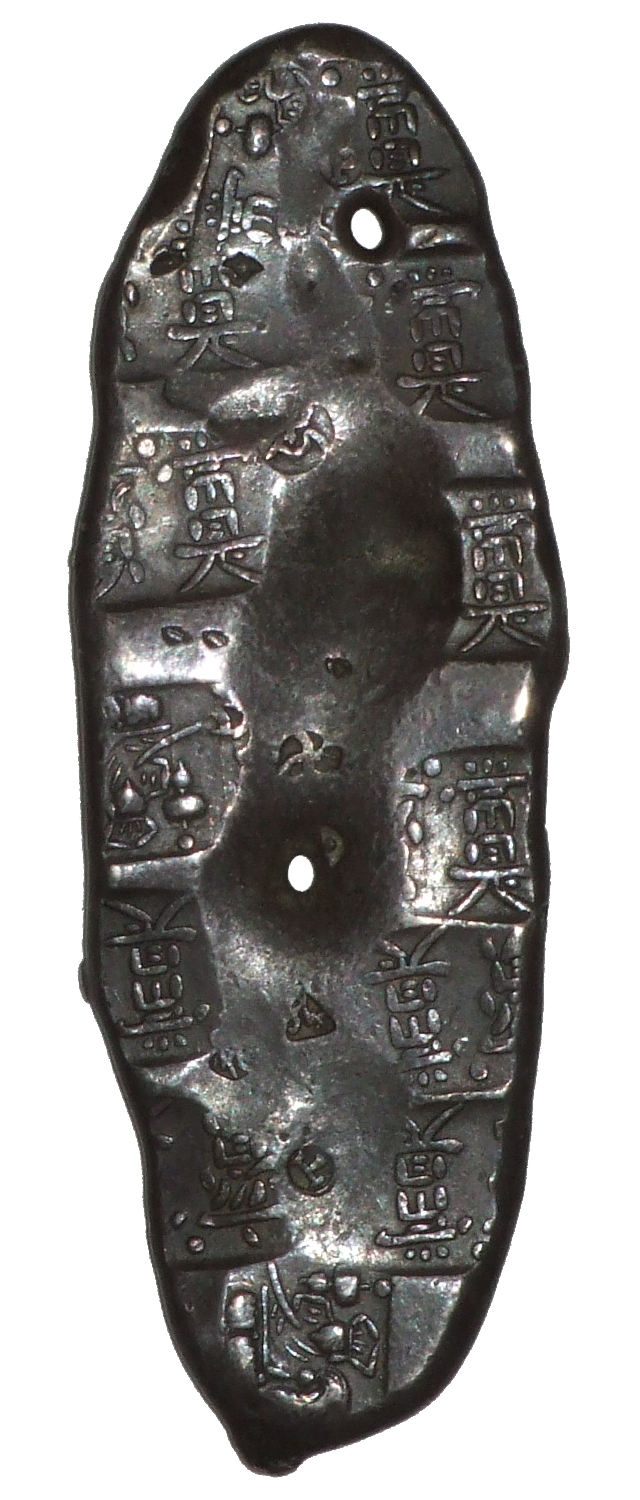
Chōgin
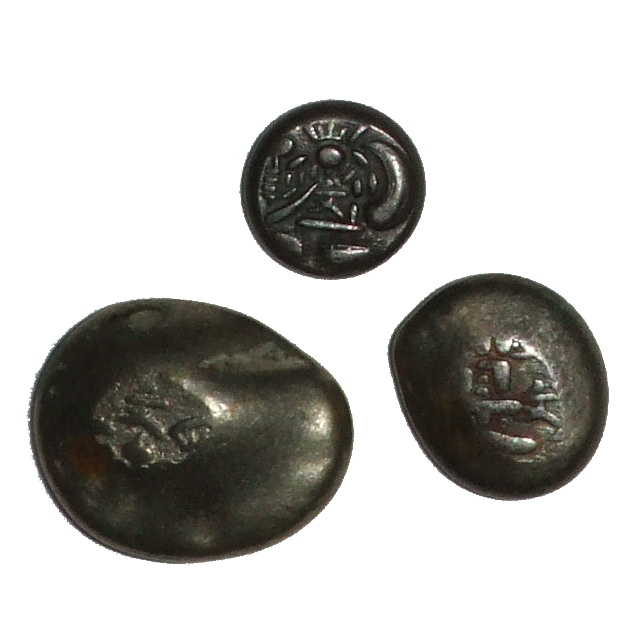
Mame-ita (Silber)
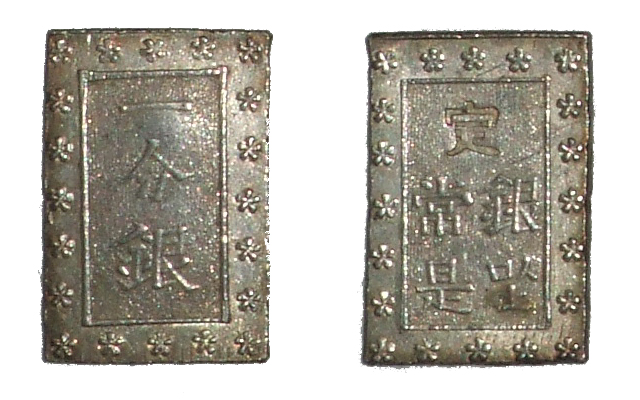
Ansei Ichibu-gin
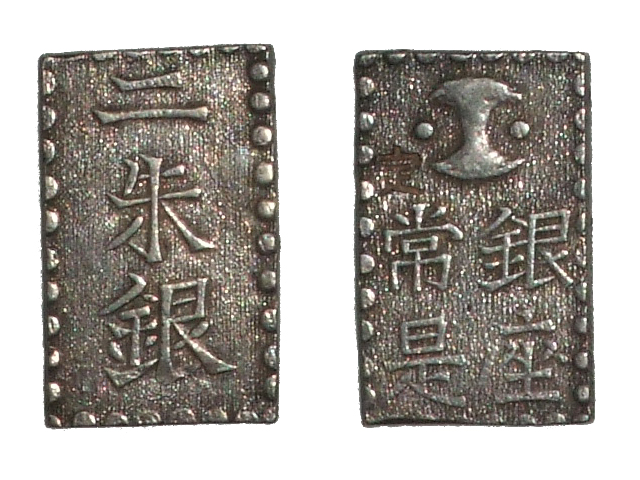
Ansei Nishu-gin

## Der Yen

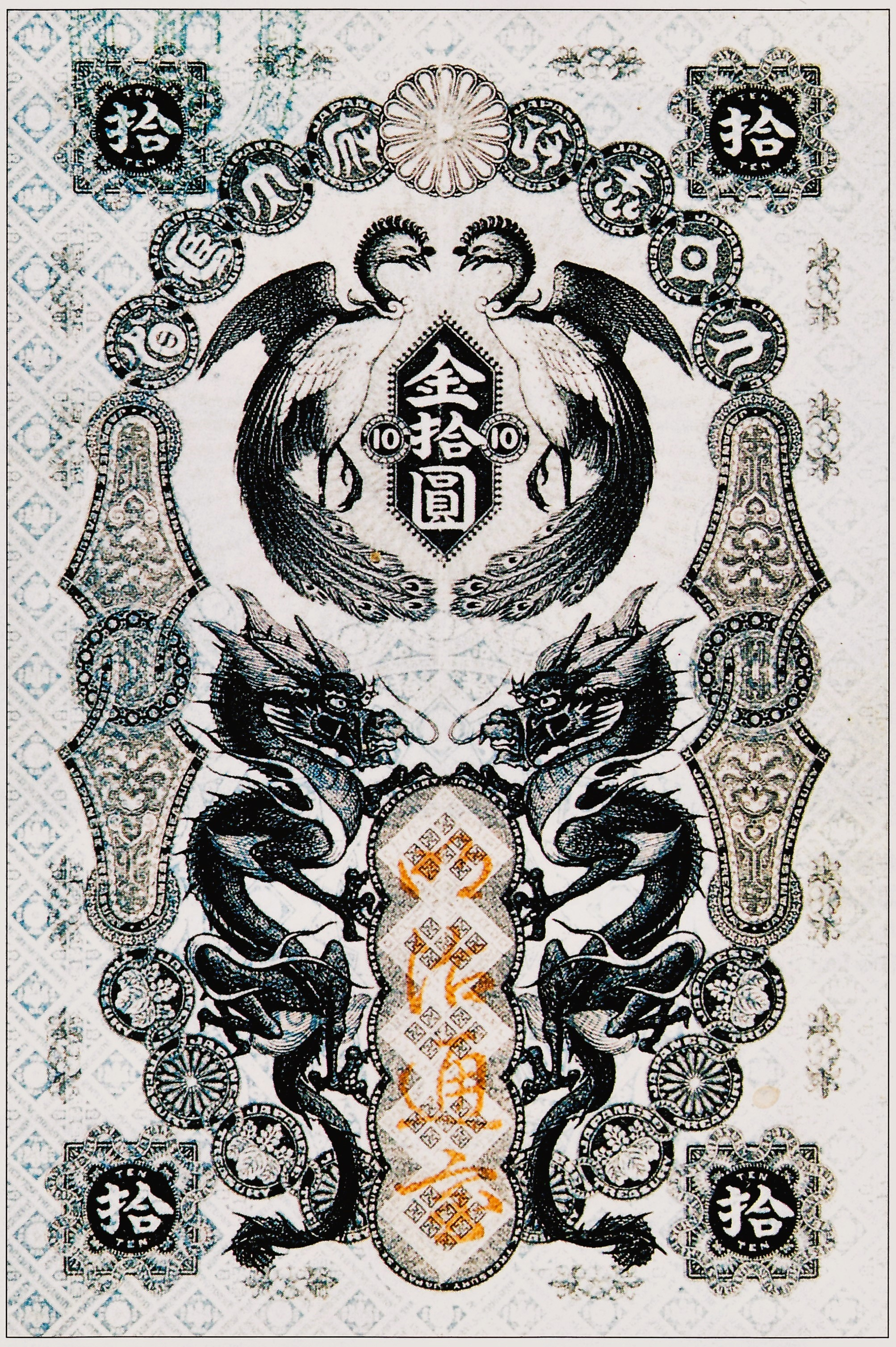
10-Yen-Banknote (1872)

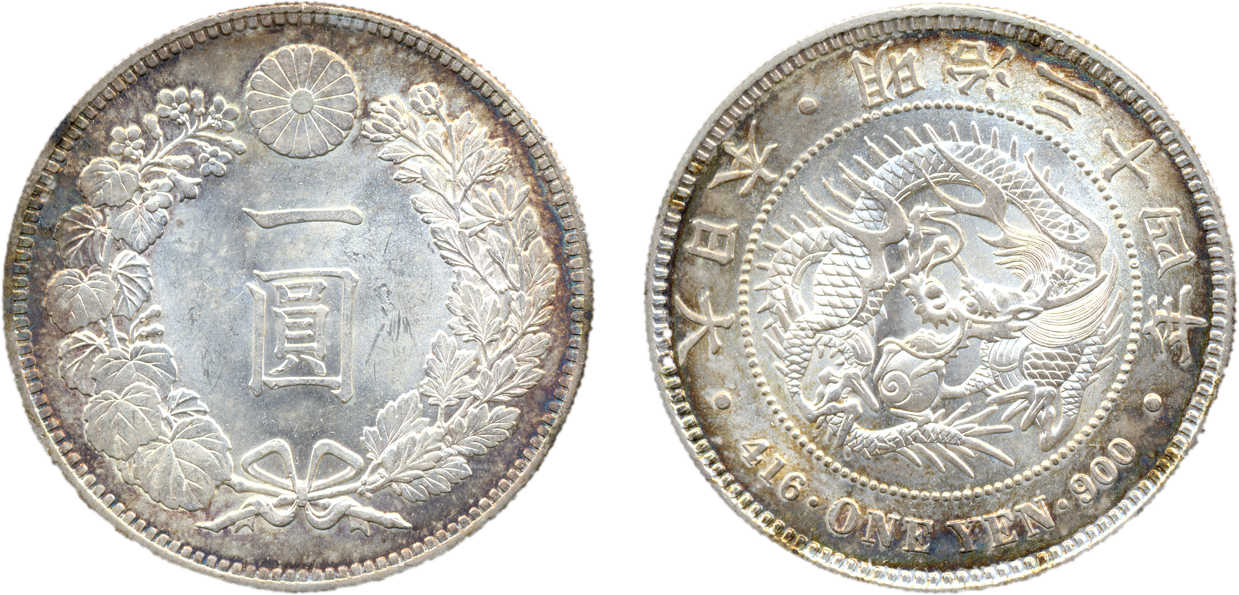
1-Yen-Münze (Silber)

1871 wurde neue Währung im Dezimalsystem mit dem Zeichen 圓, heute nach der Schriftreform vereinfacht 円, eingeführt. Der Yen wurde in 100 Sen (銭) bzw. in 1000 Rin (厘) unterteilt, wobei diese Unterteilungen auf Grund des Wertverlustes des Yen 1954 aufgegeben wurde.
Neben Gold- und Silbermünzen wurde auch Papiergeld eingeführt. Da in Japan noch nicht ausreichend fälschungssicherer Druck für die gewünschten Scheine im Wert von 50 Sen, 1 Yen, 2 Yen, 5 Yen und 10 Yen möglich war, entschied sich die Regierung, die Serie von der Druckerei Lehmann in Frankfurt am Main herstellen zu lassen. Die Papierqualität erwies sich nicht gut genug, die zweite Serie, die dann 1881 erschien, wurde bereits in Japan selbst gedruckt.